# Willi Ruscher
Willi Ruscher (Lebensdaten unbekannt) war ein deutscher Fußballspieler.

## Karriere

### Vereine
Ruscher gehörte als Stürmer dem BFC Hertha 1892 an, mit dem er in der Saison 1908/09 in der vom Verband Berliner Ballspielvereine durchgeführten Berliner Meisterschaft Punktspiele bestritt und die Klasse als Viertplatzierter von neun teilnehmenden Vereinen beendete.

### Auswahlmannschaft
Als Spieler der Auswahlmannschaft des Verbandes Berliner Ballspielvereine nahm er am erstmals ausgetragenen Wettbewerb um den Kronprinzenpokal teil, dem ersten deutschen Pokalwettbewerb des DFB, der von den seinerzeit existierenden Regionalverbänden ausgetragen wurde. Nachdem sich seine Auswahlmannschaft in der Qualifikation gegen die Auswahlmannschaft des Märkischen Fußball-Bundes durchzusetzen wusste, traf sie am 21. Februar 1909 auf dem Platz des SC Victoria Hamburg auf die Auswahlmannschaft des Norddeutschen Fußball-Verbandes, die mit 4:1 bezwungen wurde. Das daraufhin erreichte und am 18. April 1909 auf dem Viktoria-Platz in Mariendorf bei Berlin gegen die Auswahlmannschaft des Verbandes Mitteldeutscher Ballspiel-Vereine ausgetragene Finale endete mit der 1:3-Niederlage.

## Erfolge
- Finalist um den Kronprinzenpokal 1909